# MBN 토요와이드
MBN 토요와이드는 대한민국에서 토요일 오후 3시 30분부터 5시까지 방송되는 주말 시간대의 매일방송의 뉴스 프로그램이다.

## 방송 시간
- 현재 방송 시간은 2025년 4월 19일을 기준으로 한다.
- 토요일에는 MBN 토요와이드, 명절, 공휴일에는 MBN 뉴스와이드라는 명칭으로 방송된다.
- 2011년 12월 3일 ~ 2019년 9월 22일 : 토요일 아침 8시 40분 ~ 오전 10시 / 저녁 6시 ~ 7시 30분, 일요일 아침 8시 40분 ~ 오전 11시 20분 / 저녁 6시 ~ 7시 30분
- 2019년 9월 28일 ~ 2020년 3월 8일, 2020년 4월 25일 ~ 2022년 9월 25일 : 주말 아침 8시 40분 ~ 오전 10시
- 2020년 3월 14일 ~ 4월 19일 : 주말 아침 8시 40분 ~ 오전 10시 20분
- 2022년 10월 1일 : 토요일 오전 10시 40분 ~ 낮 12시 10분
- 2022년 10월 2일 ~ 2024년 2월 18일, 2024년 4월 20일 ~ 2025년 4월 12일, 2025년 7월 19일 ~ 현재 : 토요일 오후 3시 30분 ~ 5시
- 2024년 2월 24일 ~ 3월 17일 : 토요일 오후 3시 30분 ~ 5시, 일요일 오전 11시 40분 ~ 낮 1시
- 2024년 3월 23일 ~ 4월 14일, 2025년 4월 19일 ~ 7월 13일 : 토요일 오후 3시 30분 ~ 5시, 일요일 오전 10시 40분 ~ 낮 12시

## 같이 보기
- KBS 뉴스 (주말) (KBS 1TV)
- MBC 뉴스 (주말) (MBC TV)
- SBS 뉴스 (주말) (SBS TV)
- 이 시각 뉴스룸 (JTBC)
- TV조선 뉴스현장 (TV조선)
- 토요 랭킹쇼 (토), 뉴스A LIVE (일) (채널A)
- YTN 뉴스와이드 (YTN)
- 토요와이드 / 일요와이드 (연합뉴스TV)